# Nagyrajtolc
Nagyrajtolc település Romániában, Szilágy megyében.

## Fekvése
Zilahtól délre, Vármező és Nyerce közt fekvő település.

## Története
Nagyrajtolc nevét 1334-ben említette először oklevél Rotolch néven. 
1560-ban Rajtolcz, 1554-ben Felseoraytocz, 1808-ban Rajtolz, Reitholz, Resztolczu néven írták.
1560-ban Somlyói Báthori Kristófot és feleségét iktatták be a hűtlenségbe esett Bebek Ferenctől elvett, Almás vár és város tartozéka, a kolozsvármegyei Alsó- és Felső-Rajtolcz birtokba. 
1641-ben Rákóczi György fejedelem birtoka volt, mely Somlyói Fejérvári Miklós és neje,  Ravazdy Erzsébet utód nélküli elhalálozása következtében szállott a fejedelemre, aki azt
több más birtokkal együtt 50,000 forint értékben Serédi István és neje, Kamuthy Katharinának adta.
1890-ben 645 lakosából  9 német, 614 román, egyéb nyelvű 22. Ebből görögkatolikus 632; görögkeleti ortodox 4, izraelita 9 volt.  A házak száma 144 volt.
A 20. század elején Szilágy vármegye Zilahi járásához tartozott.
1910-ben 757 lakosából 721 román, 33 cigány volt.

## Nevezetességek
- Görögkatolikus temploma 1873-ban épült.

## Híres emberek
- Itt született 1847-ben Ioniță Scipione Bădescu román költő, publicista.